# Costella veritable

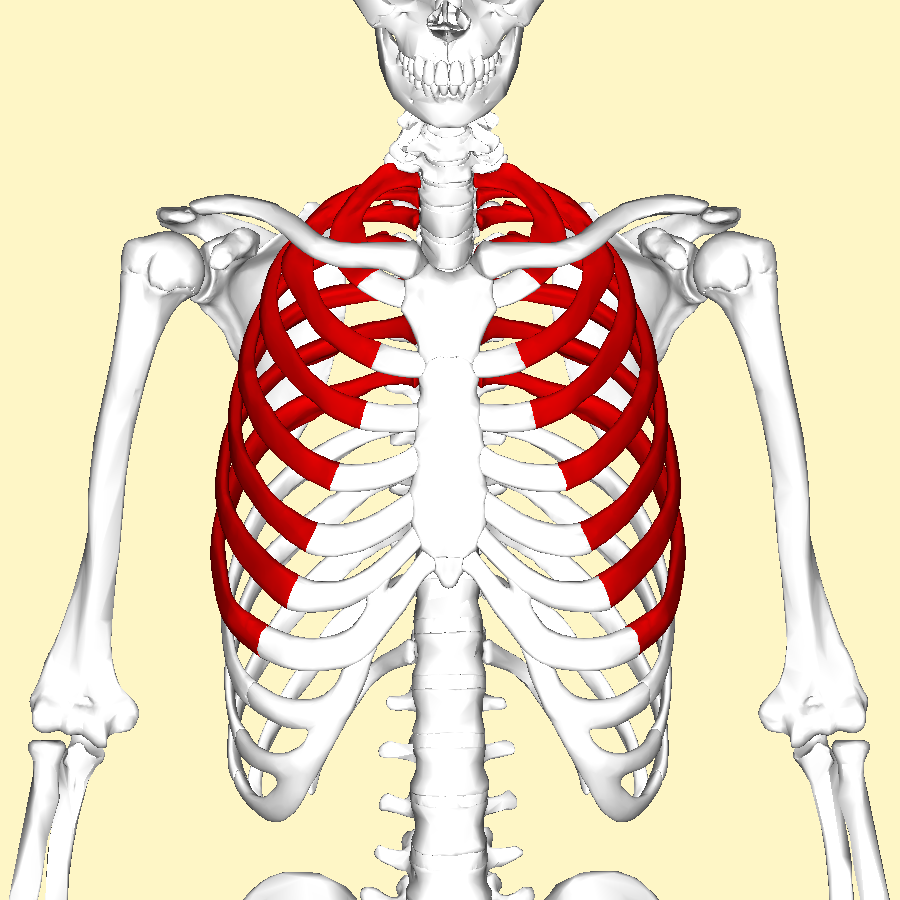
Vista frontal de les costelles veritables

Les costelles veritables són les 7 primeres parelles de costelles situades per sobre de les costelles falses.

## Imatges addicionals

Costelles veritables (mostrades en vermell), animació.
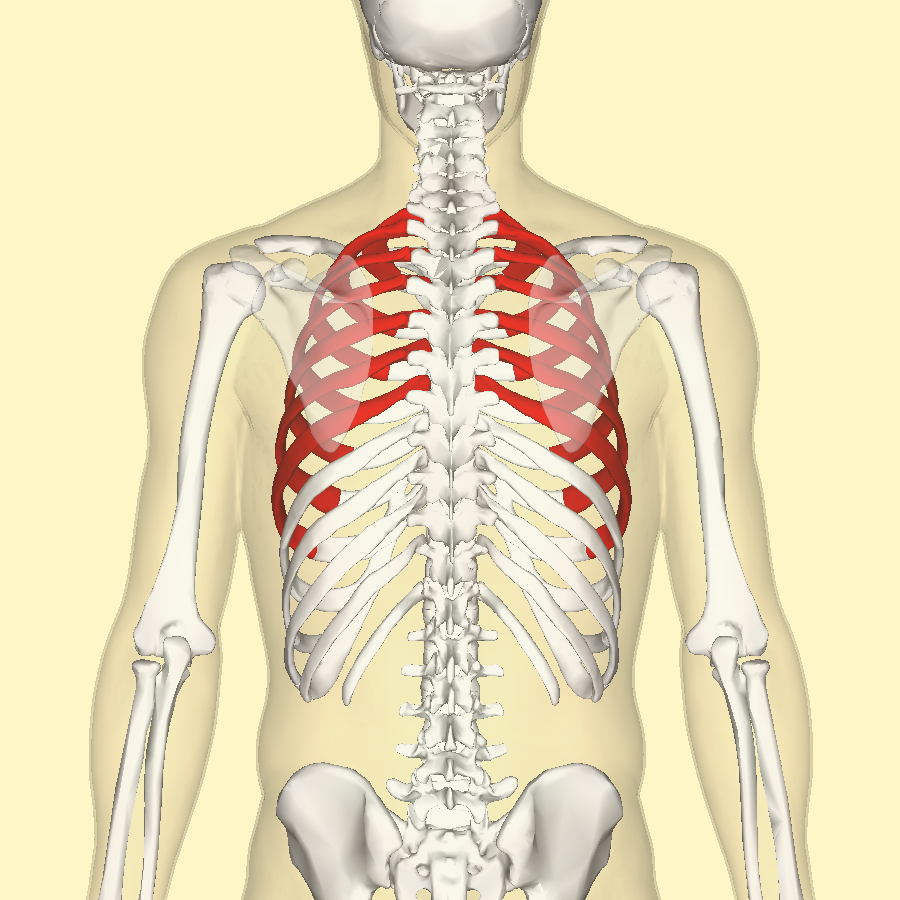
Vistes des del darrere.
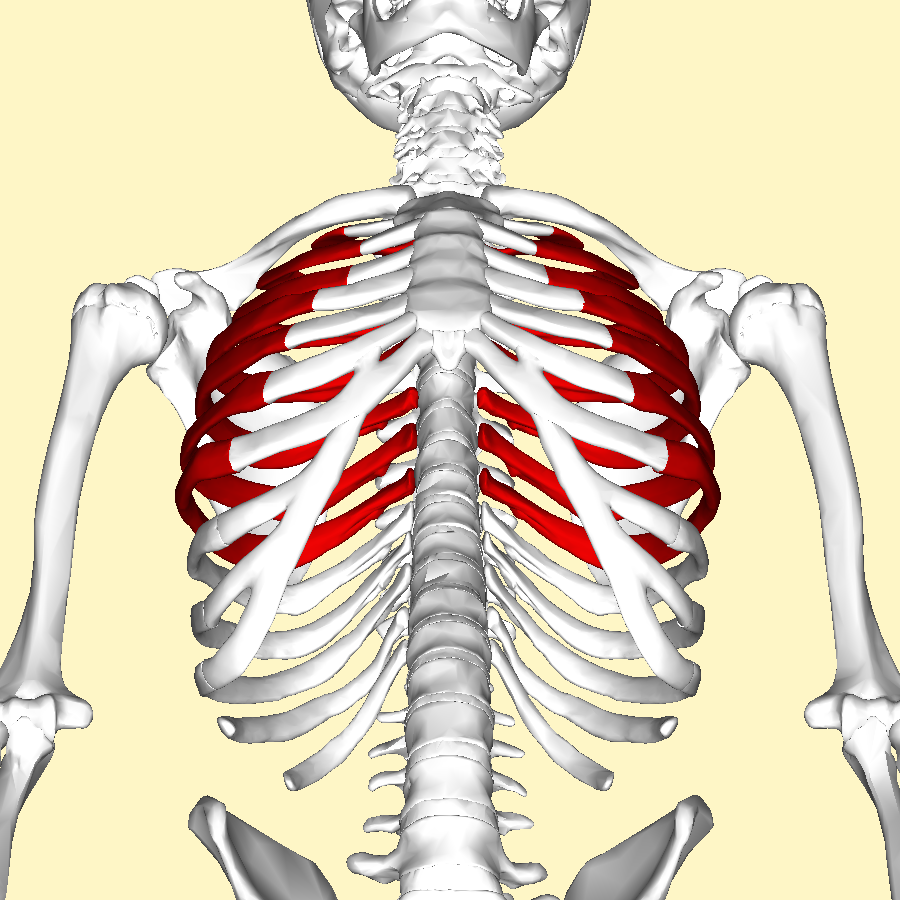
Vistes des de baix.